# Decetia arenosa
Decetia arenosa är en fjärilsart som beskrevs av Butler 1880. Decetia arenosa ingår i släktet Decetia och familjen Uraniidae. Inga underarter finns listade i Catalogue of Life.